# 661 (numero)
Seicentosessantuno (661) è il numero naturale dopo il 660 e prima del 662.

## Proprietà matematiche
- È un numero dispari.
- È un numero difettivo.
- È un numero primo.
- È un numero stellato.
- È un numero congruente.
- È parte delle terne pitagoriche (300, 589, 661) , (661, 218460, 218461).

## Astronomia
- 661 Cloelia è un asteroide della fascia principale del sistema solare.
- NGC 661 è una galassia ellittica della costellazione del Triangolo.

## Astronautica
- Cosmos 661 è un satellite artificiale russo.